# Mušezib-Marduk
Mušēzib-Marduk war von 692 bis 689 v. Chr. König von Babylonien. Er kam mit Hilfe des elamischen Königs Humban-numena an die Macht, nachdem dieser im Jahr 693 v. Chr. das bislang unter assyrischer Herrschaft stehende Babylon erobert hatte und Nergal-ušēzib, der von Elam eingesetzte König nach nur sechs Monaten von den Assyrern getötet worden war.
Auch die Herrschaft von Mušēzib-Marduk, der zur Volksgruppe der Chaldäer zählte, war nicht von langer Dauer. Mit ihm ging die gerade erst errungene babylonische Unabhängigkeit wieder zu Ende.
Der assyrische König Sîn-aḫḫe-eriba (auch als Sanherib bekannt) trachtete vermutlich nicht nur aus Staatsräson, sondern auch aus ganz persönlichen Gründen nach Rache. Bei Eroberung Babylons durch Elam war der assyrische Statthalter Aššur-nadin-šumi ums Leben gekommen, ein Sohn des assyrischen Königs. Zwar gelang es Mušēzib-Marduk mit einer großen anti-assyrischen Koalition das Heer seines Rivalen zunächst für fast zwei Jahre auszuschalten. Als ihm im dritten Jahr seiner Regierung jedoch ein wirtschaftlicher Niedergang zu schaffen machte, nutzte das assyrische Reich seine Chance.
Sîn-aḫḫe-eriba fiel 689 v. Chr. in Babylonien ein und eroberte die Stadt nach neun Monaten Belagerung. Als Vergeltung für seine Beinahe-Niederlage und für den Tod seines Sohnes, befahl er die vollständige Zerstörung der Stadt. Zuletzt wurde sogar der Euphrat über die Ruinen geleitet. Niemand sollte hinterher noch erkennen, wo die Stadt genau gestanden hat. Damit stieß er allerdings auf heftigen Widerspruch in Assyrien. Ebenso entschieden, wie man im assyrischen Reich die politische Oberhoheit beanspruchte, betrachtete man umgekehrt Babylon als kulturell führendes Vorbild. Spätere Quellen machten diesen Frevel verantwortlich für Sîn-aḫḫe-eribas Ende, durch einen Mord.
Mušezib-Marduk und seine Familie wurden inhaftiert und nach Ninive gebracht, in die neue Hauptstadt des assyrischen Reiches. Im Monat Kislimu (November/Dezember) 689 v. Chr. folgte die Hinrichtung.